# Nicolás de Piérola
Nicolás Fernández de Piérola Villena (Camaná, 5 gennaio 1839 – Lima, 23 giugno 1913) è stato un politico peruviano.
È stato Ministro delle Finanze della Repubblica Peruviana (1869 e 1870-1871), e Presidente del Perù dal 23 dicembre 1879 al 28 novembre 1881 e dall'8 settembre 1895 all'8 settembre 1899.